# Minorité nationale
La minorité nationale, également dénommée minorité, est une notion utilisée dans divers documents internationaux, notamment dans la Convention-cadre du Conseil de l'Europe pour la protection des minorités nationales (ouverte à la signature depuis 1995) ainsi que dans la Convention européenne des droits de l'homme. Mais les auteurs de ces textes, pour éviter d'être bloqués par des divergences insurmontables, ont renoncé à fournir une définition du terme, ce qui laisse à chaque État la possibilité de l'interpréter à sa manière.

## Tentative de définition
En fait, toutes les tentatives pour formuler une définition unanimement acceptée de la notion se sont soldées par un échec. Il existe toutefois une définition assez largement répandue et qui, malgré son caractère officieux en matière internationale, semble faire autorité. C'est celle qui figure dans la Recommandation 1201 adoptée le 1er février 1993 par l'Assemblée parlementaire du Conseil de l'Europe, qui demande aux États membres d'adopter un protocole additionnel à la Convention européenne des droits de l'homme sur les droits des minorités nationales. L'article 1er de la Proposition de protocole annexée à cette recommandation comportait une définition précise, qui s'inspirait en grande partie de celle proposée en 1979 par le professeur Francesco Capotorti (it) dans un rapport rédigé au nom de la sous-commission des minorités de l'ONU :

« L'expression « minorité nationale » désigne un groupe de personnes dans un État qui :

a. résident sur le territoire de cet État et en sont citoyens ;

b. entretiennent des liens anciens, solides et durables avec cet État ;

c. présentent des caractéristiques ethniques, culturelles, religieuses ou linguistiques spécifiques ;

d. sont suffisamment représentatives, tout en étant moins nombreuses que le reste de la population de cet État ou d'une région de cet État ;

e. sont animées de la volonté de préserver ensemble ce qui fait leur identité commune, notamment leur culture, leurs traditions, leur religion ou leur langue. »

Réuni à Strasbourg le 8 juin 2005, le Parlement européen a proposé qu'une telle définition soit fondée sur la définition contenue dans la déclaration 1201, reprenant les critères posés par le Conseil de l'Europe. Le texte sur « les normes minimales pour les minorités » adopté le 13 novembre 2018, « recommande, eu égard aux principes de subsidiarité, de proportionnalité et de non-discrimination, que la définition de «minorité nationale» se fonde sur celle énoncée dans la recommandation 1201 (de 1993) de l’Assemblée parlementaire du Conseil de l’Europe ».

## Position selon les pays

### Belgique
En Belgique la minorité germanophone, comme les populations francophone et néerlandophone, est reconnue officiellement comme l'une des trois « Communautés » constitutives de la Belgique (Communauté française, Communauté flamande et Communauté germanophone), subsidiées par l’État fédéral et compétentes en matière culturelle. La Belgique est formée de régions calquées sur les limites linguistiques, disposant d'un pouvoir législatif (avec un parlement élu par Région) et d'un pouvoir exécutif exercé par les ministres élus parmi les membres du Parlement de chaque Communauté. La communauté germanophone fait entièrement partie de la Région wallonne. Les membres des gouvernements des trois communautés peuvent siéger dans les Gouvernements régionaux.

### Chine
La Chine dénombre officiellement 55 minorités nationales à laquelle s'ajoute la nationalité Han, majoritaire. Certains ethnologues peuvent diviser ou regrouper certaines de ces minorités dont les caractéristiques ont été dénombrées officiellement au début de la République, au milieu du XXe siècle. Certaines subdivisions du territoire, telles que les Régions autonomes, xian autonomes et autres subdivisions dites autonomes accordent des droits particuliers aux minorités. La minorité nationale Han, majoritaire n'a eu le droit qu'à un enfant par foyer entre les années 1980 et les années 2010, au-delà duquel les aides familiales sont coupées et la famille doit payer des pénalités. Les autres minorités ou couples mixtes peuvent avoir plus d'un enfant. Si le Mandarin est la langue officielle et véhiculaire du Pays, les autres langues Han et leurs dialecte (incluant ceux du mandarin), ainsi que les langues des autres minorités nationales sont toujours parlées. Les langues et écritures des minorités sont également toujours apprises à l'école au côté du Mandarin. L'écriture « traditionnelle » mongole est toujours utilisée en Mongolie-Intérieure, par la population et sur les panneaux de signalisation, tandis que la Mongolie-Extérieure devenue Mongolie, autonome utilise l'écriture cyrillique, même si l'écriture traditionnelle y est de nouveau reconnue. La nationalité est inscrite dans les données de la carte d'identité. 
Les cinq écritures nationales reconnues sous la dynastie Qing mandchoue (Hanzi, Zang[Laquelle ?], Ouïghour, Mongol et Mandchou) sont toujours utilisées sur la monnaie. Si toutes les religions ont été interdites pendant la Révolution culturelle dans les années 1970, elles sont de nouveau tolérées et ouvertement et très largement pratiquées que ce soit chez les Hans ou les différentes minorités, depuis l'arrivée au pouvoir de Deng Xiaoping dans les années 1980. Les principales religions sont bouddhisme (majoritairement chan, ainsi que tantrique, principalement au Tibet et en Mongolie intérieure), religions anciennes chinoises (mélange notamment de bouddhisme, de taoïsme et de confucianisme), l'islam plus sporadique sur l'ensemble du territoire, ainsi que nombre important de branches de ces religions ou d'autres religions plus locales. Les différentes cultures font également l'objet de recherches et d'établissement de conservatoires de ces cultures et de leur patrimoine, souvent en collaboration avec l'UNESCO.

### France
La France entretient une relation particulière avec ses minorités linguistiques, culturelles ou confessionnelles, car l'universalisme républicain, affirmé dans sa Constitution, pose le principe de l'égalité devant la loi de tous les citoyens, quelles que soient leurs origines ou appartenances, qui selon ce principe, relèverait seulement de la sphère privée. Comme l'observe le linguiste Jacques Leclerc, la politique française accorde une primauté à l'État et considère que les expressions culturelles minoritaires peuvent souvent s'apparenter à un communautarisme. Toutefois, si la notion de « minorité ethno-linguistique » ou « confessionnelle » n'existe pas en droit français, certaines parties du territoire font, pour des raisons historiques, exception à cette règle : la laïcité n'est pas obligatoire en Alsace-Moselle ; la Corse, en raison de son insularité mais surtout d'intenses luttes notamment menées par le Front de libération nationale corse à partir de 1976, a une autonomie partielle, et en Nouvelle-Calédonie existent des statistiques ethniques officielles.

### Suisse
La Suisse est officiellement une confédération de cantons, qui reconnait les communautés linguistiques et religieuses. Du point de vue linguistique, par rapport à l’allemand parlé par 63,5 % de la population totale, le français parlé par 22,5 % des Suisses, l’italien par 8,4 %, le romanche par moins de 0,6 %, ainsi que les langues « non-nationales » parlées par 9 % des habitants issus de l'immigration, apparaissent comme des « minorités ». Chaque canton, selon sa propre constitution, a une ou plusieurs « langues nationales » et peut aussi tolérer l'utilisation de langues « non-nationales » ou de l'un des nombreux dialectes suisses allemands ou Schwyzertütsch, lesquels jouissent d'une grande valorisation sociale, y compris dans les centres urbains. 17 cantons sur 26 sont unilingues allemands. Dans le milieu scolaire, afin d’élever le niveau d’allemand des élèves qui généralement préfèrent parler le dialecte, plusieurs cantons alémaniques (dont Zurich, Schwytz, Uri et Zoug) ont imposé l’usage systématique du Hochdeutsch (allemand standard), et les professeurs sont tenus de s’exprimer exclusivement dans cette langue. En effet, il est constaté ces dernières années, à la suite du recensement fédéral de la population de 2000, une progression de l'usage du dialecte dans les écoles alémaniques au détriment de l'allemand.
Le français est parlé dans l’ouest du pays : la « Suisse romande ». Quatre cantons sont unilingues français (Genève, Jura, Neuchâtel et Vaud), trois sont officiellement bilingues français-allemand : Fribourg, Valais et Berne. L'italien est parlé dans le sud du pays : la « Suisse italienne », comportant canton du Tessin et les quelques vallées italophones du canton des Grisons. L’usage du dialecte tessinois, apparenté aux parlers lombards, y demeure très vivant. Quant au romanche, il n´est parlé que très minoritairement dans le canton des Grisons qui est ainsi le seul à être officiellement trilingue. Cette langue romane d'usage local, limitée à un seul canton, ne figure pas parmi les « langues officielles » du pays, lesquelles sont l’allemand, le français et l’italien, selon l'alinéa 1 de l’article 70 de la constitution fédérale.
Du point de vue confessionnel, la religion groupant le plus de fidèles en Suisse est le catholicisme, avec presque 39 % de la population selon le recensement fédéral de la population 2010. La deuxième religion est l'Église évangélique réformée, avec 33 % de la population. Généralement, les cantons se réclament de l'une des deux confessions. Les autres religions sont donc minoritaires : L'islam est la troisième religion avec 4,5 % de la population. 40 000 à 50 000 alévis bektachis vivent en Suisse, la plupart sont d'origine turque. 0,2 % de la population appartiennent aux communautés juives. La proportion des habitants se déclarant sans religion est de 20 %. Il existe également de petites communautés orthodoxes d'origine balkanique, bouddhistes d'origine tibétaine et autres.

#### Droit international
- Anthropologie juridique
- Peuple autochtone, droit des peuples autochtones, (Déclaration des Nations unies sur les droits des peuples autochtones)
- Coutume, savoirs traditionnels
- Doctrine de la découverte, terra nullius
- Colonisation, décolonisation, droit des peuples à disposer d'eux-mêmes

#### Études théoriques
- Études postcoloniales, études décoloniales, guerres de l'histoire

#### Bulles pontificales
- Dum Diversas (1452), Romanus pontifex (1455), Aeterni regis (1481), Dudum siquidem (1493), Inter caetera (1493)